# フレディ・ヘッド
フレディ・ヘッド（Freddie Head、1947年6月19日 - ）は、フランス・オー＝ド＝セーヌ県ヌイイ＝シュル＝セーヌ出身で、同国シャンティー調教場を拠点としていた元調教師、元騎手。父はオーナーブリーダーのアレック・ヘッド、母のジスライン・ヘッドは馬主、妹のクリスティアーヌ・ヘッドは元調教師、祖父のウィリアム・ヘッドは元騎手である。姪（妹の娘）の夫のカルロス・ラフォン＝パリアスも調教師である。フレディー・ヘッド、フレッディ・ヘッドと表記されることもある。

## 来歴
1964年、4月19日に騎手として初勝利を挙げる。以後フランスのリーディングジョッキーに6度も輝くなどフランスを代表する騎手となる。
1988年、12月に行われた第2回ワールドスーパージョッキーズシリーズに参加するために初来日を果たし、中央競馬初騎乗となった12月3日のゴールデンスパートロフィーでは3番人気のホワイトターキンに騎乗して8着だった。なおワールドスーパージョッキーズシリーズの順位は7位だった。
1989年、11月に行われたジャパンカップに出走するトップサンライズと共に2度目の来日を果たし、中央GI初騎乗となった同レースは10着という結果に終わっている。
1997年、8月12日に騎手として最後の騎乗を迎え、ドーヴィル競馬場で行われたトゥルジェヴィル賞（準重賞）を、父の所有馬で、妹の管理馬であるマラトンに騎乗して優勝した。騎手成績は通算34年で2937勝（うちG1競走120勝）、中央競馬通算15戦0勝（2着1回）。
騎手引退後は調教師に転身した。
2022年シーズンをもって調教師を引退することになった。

## 記録等
騎手として
- サンタラリ賞通算9勝（1967年、1971年、1976年、1978年、1979年、1982年、1985年、1986年、1991年）は歴代1位。
- プール・デッセ・デ・プーリッシュ通算8勝（1975年、1976年、1978年、1979年、1985年、1987年、1995年、1997年）は歴代1位。
- プール・デッセ・デ・プーラン通算6勝（1975年、1976年、1988年、1990年、1991年、1992年）は歴代1位。
- ジャックルマロワ賞通算6勝（1967年、1972年、1981年、1987年、1988年、1991年）は歴代1位。
- ロワイヤルオーク賞通算6勝（1968年、1971年、1974年、1980年、1984年、1989年）は歴代1位。
- アスタルテ賞通算6勝（1967年、1970年、1982年、1985年、1989年、1992年）は歴代1位。ただし優勝時はG1ではない。
- フォレ賞通算5勝（1966年、1968年、1972年、1983年、1990年）は歴代1位タイ。
- 凱旋門賞通算4勝（1966年、1972年、1976年、1979年）は歴代1位タイ。

## 騎乗馬
- Lyphard / リファール（1972年ジャックルマロワ賞、フォレ賞）
- Riverman / リヴァーマン（1972年イスパーン賞）
- Green Dancer / グリーンダンサー（1974年オブザーバーゴールドカップ、1975年プール・デッセ・デ・プーラン、リュパン賞）
- Val De L'Orne / ヴァルドロルヌ（1975年ジョッケクルブ賞）
- Youth / ユース（1976年ジョッケクルブ賞、リュパン賞）
- Gay Mecene / ゲイメセン（1978年ウージェーヌアダム賞、ニエル賞、1980年サンクルー大賞）
- Gold River / ゴールドリヴァー（1980年ロワイヤルオーク賞、1981年カドラン賞）
- Karkour / カルクール（1983年カドラン賞）
- Silvermine / シルヴァーマイン（1985年プール・デッセ・デ・プーリッシュ）
- Miesque / ミエスク（1986年サラマンドル賞、マルセルブーサック賞、1987年イギリス1000ギニー、プール・デッセ・デ・プーリッシュ、ジャックルマロワ賞、ムーランドロンシャン賞、ブリーダーズカップマイル、1988年イスパーン賞、ジャックルマロワ賞、ブリーダーズカップマイル）
- Blushing John / ブラッシングジョン（1988年プール・デッセ・デ・プーラン）
- Hector Protector / ヘクタープロテクター（1990年モルニ賞、サラマンドル賞、仏グラン・クリテリウム、1991年プール・デッセ・デ・プーラン、ジャックルマロワ賞）
- Shanghai / シャンハイ（1992年プール・デッセ・デ・プーラン）
- Poliglote / ポリグロート（1994年クリテリウムドサンクルー）
- Anabaa / アナバー（1996年ジュライカップ、モーリスドギース賞）
- Always Loyal / オールウェイズロイヤル（1997年プール・デッセ・デ・プーリッシュ）

## 管理馬
- Marchand d'Or / マルシャンドール（2006年モーリス・ド・ゲスト賞、2007年モーリス・ド・ゲスト賞、2008年ジュライカップ、モーリス・ド・ゲスト賞、アベイ・ド・ロンシャン賞）
- Goldikova / ゴルディコヴァ（2008年ロートシルト賞、ムーラン・ド・ロンシャン賞、ブリーダーズカップ・マイル、2009年ファルマスステークス、ロートシルト賞、ジャック・ル・マロワ賞、ブリーダーズカップ・マイル、2010年イスパーン賞、クイーンアンステークス、ロートシルト賞、フォレ賞、ブリーダーズカップ・マイル、2011年イスパーン賞、ロートシルト賞）
- Moonlight Cloud / ムーンライトクラウド（2011年・2012年・2013年モーリス・ド・ゲスト賞、2012年ムーラン・ド・ロンシャン賞、2013年ジャック・ル・マロワ賞、フォレ賞）

## エピソード
- 1997年に凱旋門賞に挑戦を表明したサクラローレル陣営から同馬への騎乗依頼を受けたが、当初回答を保留していた。しかし返事をする前に突然騎手を引退することを発表し、陣営を困惑させた。その為同馬には武豊が騎乗した。